# 薳章
薳章（？—？），芈姓，薳氏，名章，春秋时期楚国的大夫，《新唐书·宰相世系表》称他是蚡冒的儿子。
前706年，楚武王侵随国，先让薳章去谈判，在瑕驻军，随国派少师前来。前704年，楚國与诸侯在沈鹿会盟，黄国、随国不到，楚武王派薳章去责备黄国，自己讨伐随国。前703年，巴国要楚国协调自己和邓国的关系，邓国杀死楚使道朔及巴国使者，楚武王派薳章责备邓国，邓国不接受。